# Kill the Power
Kill the Power è il quinto album in studio del gruppo musicale reggae-metal gallese Skindred, pubblicato nel 2014.

## Tracce
Testi e musiche di Skindred tranne dove indicato.
1. Kill the Power – 4:35
2. Ruling Force – 3:52
3. Playing with the Devil – 4:19
4. Worlds on Fire – 3:31
5. Ninja – 4:31
6. The Kids Are Right Now – 4:30
7. We Live – 4:05 (Skindred, Russ Ballard)
8. Open Eyed (feat. Jenna G) – 4:42 (Skindred, Jenna G)
9. Dollars and Dimes – 3:48
10. Saturday – 3:59 (Skindred, Russ Ballard)
11. Proceed with Caution – 3:18
12. More Fire – 3:22 (Skindred, Russ Ballard)

## Formazione
- Benji Webbe – voce, sintetizzatore
- Michael John "Mikeydemus" Fry – chitarra, cori
- Daniel Pugsley – basso
- Arya "Dirty Arya" Goggin – batteria